# Ninia diademata
La culebra de cafetal de collar (Ninia diademata) es una especie de serpiente que pertenece a la familia Dipsadidae. Es nativo de México, Guatemala, Belice, y Honduras. Su rango altitudinal oscila entre 0 y 2200 m s. n. m.. Su hábitat natural se compone de bosque húmedo y muy húmedo tropical y subtropical, donde habita en la hojarasca y debajo de troncos podridos. También ocurre en pastizales con árboles dispersos y cafetales. Es una especie terrestre y nocturna que se alimenta principalmente de lombrices y babosas.

## Taxonomía
Se reconocen las siguientes subespecies:
- Ninia diademata diademata Baird & Girard, 1853
- Ninia diademata labiosa (Bocourt, 1883)
- Ninia diademata nietoi Burger & Werler, 1954
- Ninia diademata plorator Smith, 1942